# Менархе

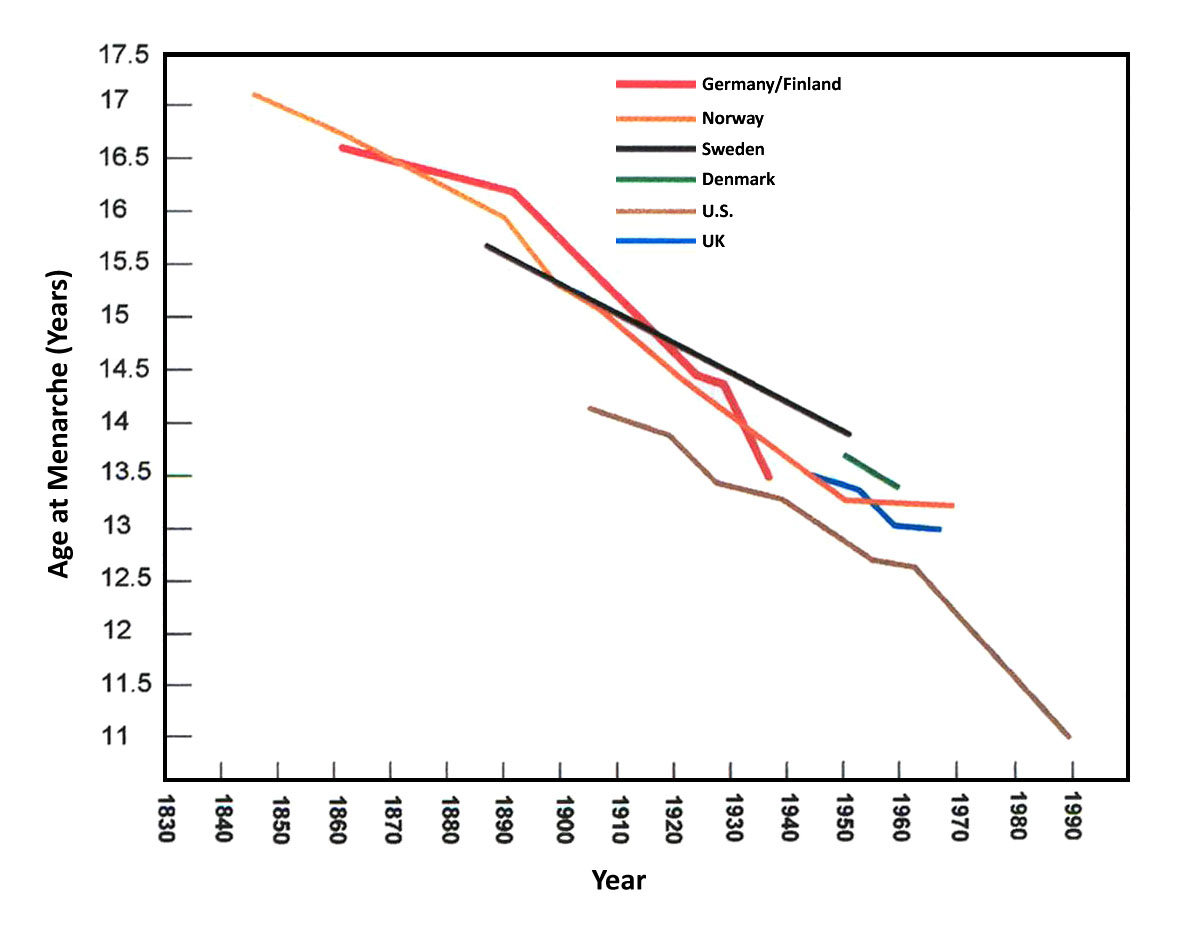
Довготривала тенденція до зниження віку менархе у західноєвропейських та північноамериканських дівчат

Менархе (дав.-гр. μήν «місяць» + дав.-гр. ἀρχή «початок») — перша менструальна кровотеча. Менархе зазвичай відбувається через 2-2,5 року після перших змін у розвитку грудей (thelarche, телархе), у більшості дівчат це 12-13 років (нормальний інтервал від 9-11 до 15-17 років).
Передвісниками менархе можуть бути непояснювані інакше зміни самопочуття: стомлюваність, слабкість, збудливість чи депресивні стани, головні болі, запаморочення, болі внизу живота, нудота, болі в попереку та інше.
Після менархе репродуктивна система далеко не завжди функціонує стійко, тому нерідко регулярний менструальний цикл встановлюється не відразу, у більшості дівчат це відбувається протягом від 0,5 до 1,5 року.
Менархе не є ознакою статевої зрілості чи готовності до статевого акту, а лише свідчить про настання другого етапу статевого дозрівання — сформованість основних зв'язків у жіночій репродуктивній системі. Повноцінна статева зрілість передбачає не тільки здатність до зачаття, а й до виношування плоду, пологів, виходжування й вигодовування, а також догляду за дитиною.

## Час настання
У більшості сучасних дівчаток настає в 11-15 років (в середньому 13 років), частіше в зимовий період. Час настання залежить від фізичного розвитку організму, харчування, перенесених захворювань, соціально-побутових умов та інших факторів.
У всіх країнах нині в середньому відзначається більш раннє настання менархе, що пов'язано із загальним прискоренням розвитку організму (акселерація). Не вважається патологією і пізніше її настання — у 15-17 років. Певне значення щодо часу менархе мають:
- спадковість (наприклад, пізнє менархе у матері),
- особливості конституції (у повних дівчат менархе звичайно буває раніше, у худорлявих, навпаки, пізніше середнього строку), а також матеріально-побутові умови (за спостереженнями зарубіжних гінекологів, у дівчаток з менш забезпечених верств суспільства менархе настає пізніше). Розвиток і становлення менструальної функції можуть затримуватись у зв'язку з посиленими заняттями спортом. Особливо це характерно для спортивної гімнастики, і, навпаки, цього не спостерігається при заняттях плаванням.

Важливо пам'ятати точну дату настання менархе, строк, протягом якого менструації стали регулярними і з постійним темпом, а також особливості самопочуття в період, який безпосередньо передував менархе, і в період встановлення регулярного циклу. Ця інформація може стати важливою для гінеколога в разі виникнення яких-небудь порушень репродуктивної функції.

## Значимість
З точки зору медицини та соціології менархе центральна подія в жіночому статевому розвитку, яка вказує на здатність організму до вагітності.